# Flugnavigationsfunkdienst

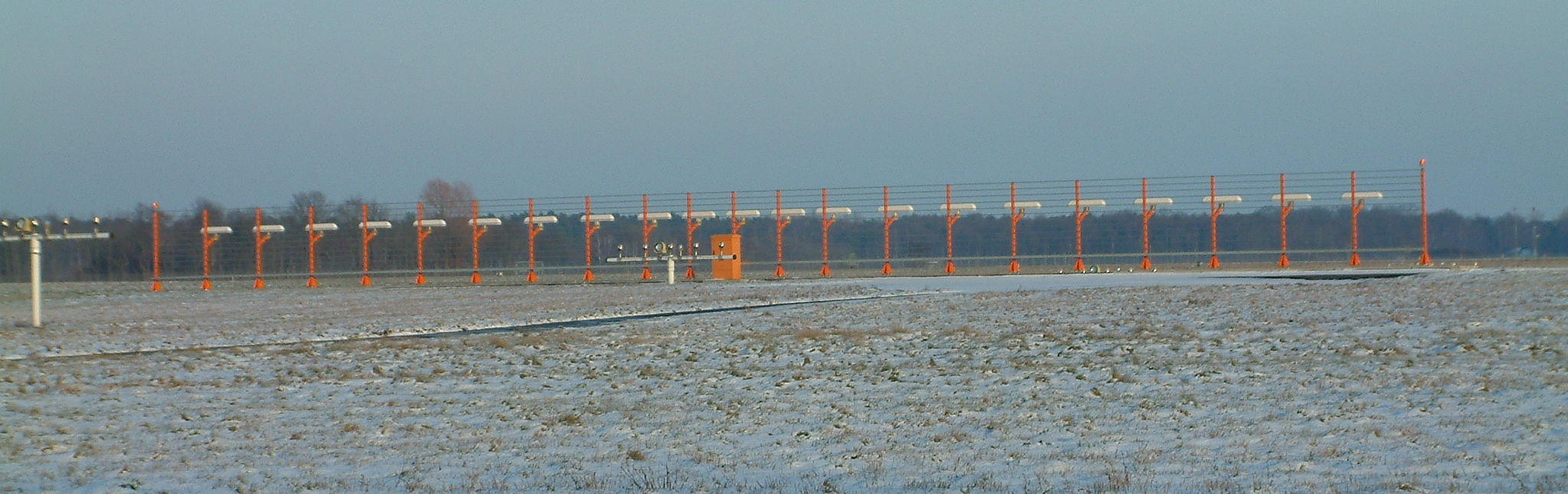
Antenne des Landekurssenders eines Instrumentenlandesystems

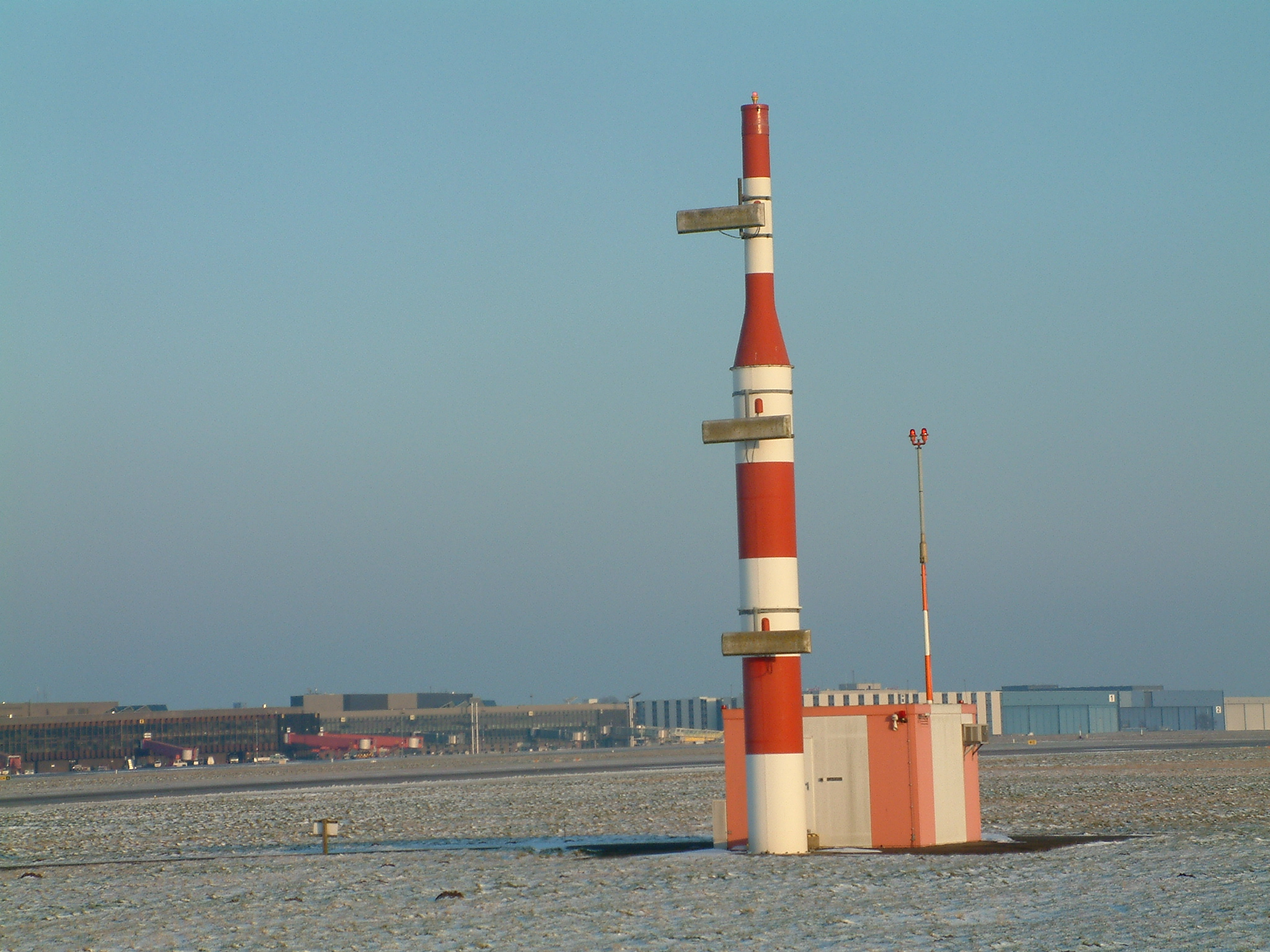
Antenne des Gleitwegsenders eines Instrumentenlandesystems

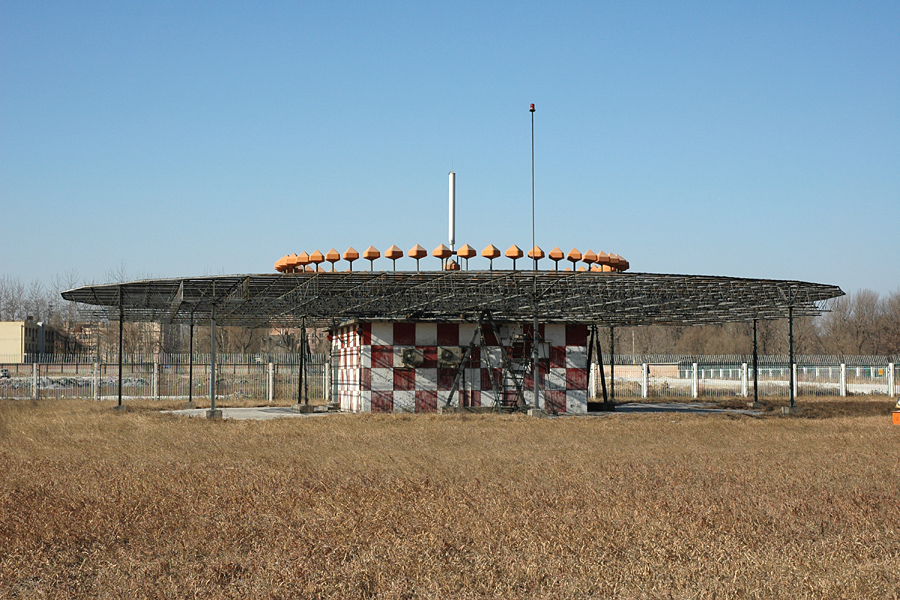
Doppler-VOR-Bodenstation (D-VOR) in Verbindung mit einem DME

Der Flugnavigationsfunkdienst (englisch Aeronautical Radionavigation Service, ARNS) ist gemäß Definition der Internationalen Fernmeldeunion (ITU) in der VO Funk und ein Navigationsfunkdienst zum Zweck des sicheren Führens von Luftfahrzeugen.
Eine Besonderheit ist, dass Radare der Flugsicherung (SRE-M, ASR, Bodenradar) und Radar-Altimeter in der VO Funk als Flugnavigationsfunkdienst eingestuft werden.
Dieser Funkdienst ist ein sicherheitsrelevanter- oder Safety-of-Life Service, ist zwingend vor Störungen zu schützen und wichtiger Bestandteil der Flugnavigation. Eine Unterkategorie zu diesem Funkdienst ist der Flugnavigationsfunkdienst über Satelliten. Die deutschen Bezeichnungen der Funkdienste sind u. a. im Frequenzplan der Bundesnetzagentur zu finden.

## Zuweisung von Frequenzbereichen
| Zuweisung an Funkdienste gemäß VO Funk | Zuweisung an Funkdienste gemäß VO Funk | Zuweisung an Funkdienste gemäß VO Funk | Zuweisung an Funkdienste gemäß VO Funk | Zuweisung an Funkdienste gemäß VO Funk                                                                     |
| Deutschland                            | Deutschland                            | Deutschland | Nutzer                                 | Bemerkung                                                                                                  |
| Frequenzbereiche in kHz                | Frequenzbereiche in kHz                | Frequenzbereiche in kHz | Frequenzbereiche in kHz                | Frequenzbereiche in kHz                                                                                    |
| -------------------------------------- | -------------------------------------- | --- | -------------------------------------- | --- |
| 19                                     | 255–283,5                              | FLUGNAVIGATIONSFUNKDIENST RUNDFUNKDIENST | zivil (ziv) militärisch (mil)          | Funkfeuer (NDB)                                                                                            |
| 20                                     | 283,5–315                              | FLUGNAVIGATIONSFUNKDIENST SEENAVIGATIONSFUNKDIENST | ziv, mil                               | Funkfeuer (NDB)                                                                                            |
| 21                                     | 315–325                                | FLUGNAVIGATIONSFUNKDIENST Seenavigationsfunkdienst (Funkfeuer) | ziv, mil                               | Funkfeuer (NDB)                                                                                            |
| 22                                     | 325–405                                | FLUGNAVIGATIONSFUNKDIENST | ziv, mil                               | Funkfeuer (NDB)                                                                                            |
| 24                                     | 415–435                                | FLUGNAVIGATIONSFUNKDIENST BEWEGLICHER SEEFUNKDIENST | ziv, mil                               | Seefunkdienst Funkfeuer (NDB)                                                                              |
| 25                                     | 435–495                                | BEWEGLICHER SEEFUNKDIENST FLUGNAVIGATIONSFUNKDIENST | ziv, mil                               | Seefunkdienst Funkfeuer (NDB)                                                                              |
| 27                                     | 505–526,5                              | BEWEGLICHER SEEFUNKDIENST FLUGNAVIGATIONSFUNKDIENST | ziv, mil                               | Seefunkdienst Funkfeuer (NDB)                                                                              |
| Frequenzbereiche in MHz                |                                        | |                                        | |
| 181                                    | 74,8–75,2                              | FLUGNAVIGATIONSFUNKDIENST | ziv, mil                               | Markierungsfunkfeuer der Flugsicherung                                                                     |
| 186                                    | 108–117,975                            | FLUGNAVIGATIONSFUNKDIENST | ziv, mil                               | UKW-Drehfunkfeuer (VOR), Landekurssender des ILS sowie Ground_Based_Augmentation_Systems der Flugsicherung |
| 209                                    | 328,6–335,4                            | FLUGNAVIGATIONSFUNKDIENST | ziv, mil                               | Gleitwegsender des ILS der Flugsicherung                                                                   |
| 229                                    | 962–1 164                              | FLUGNAVIGATIONSFUNKDIENST | ziv, mil                               | Flugsicherungsanlagen (TACAN, DME, SSR, ACAS, JTIDS/MIDS)                                                  |
| 230                                    | 1 164–1 215                            | FLUGNAVIGATIONSFUNKDIENST | ziv, mil                               | Flugsicherungsanlagen (TACAN, DME, SSR, ACAS, JTIDS/MIDS)                                                  |
| 233                                    | 1 250-1 260                            | FLUGNAVIGATIONSFUNKDIENST Amateurfunkdienst | ziv                                    | Mittelbereichs-Rundsuchradar der Flugsicherung, SRE-M-Radare                                               |
| 236                                    | 1 340-1 350                            | FLUGNAVIGATIONSFUNKDIENST | ziv                                    | Mittelbereichs-Rundsuchradar der Flugsicherung, SRE-M-Radare                                               |
| 251                                    | 1 610-1 610,6                          | FLUGNAVIGATIONSFUNKDIENST BEWEGLICHER FUNKDIENST ÜBER SATELLITEN FESTER FUNKDIENST | ziv, mil                               | |
| 252                                    | 1 610,60-1 613,8                       | FESTER FUNKDIENST FLUGNAVIGATIONSFUNKDIENST BEWEGLICHER FUNKDIENST ÜBER SATELLITEN RADIO ASTRONOMIEFUNKDIENST | ziv, mil                               | |
| 253                                    | 1 613,8-1 628,5                        | FLUGNAVIGATIONSFUNKDIENST BEWEGLICHER FUNKDIENST ÜBER SATELLITEN FESTER FUNKDIENST Beweglicher Funkdienst über Satelliten | ziv, mil                               | |
| 288                                    | 2 700-2 900                            | FLUGNAVIGATIONSFUNKDIENST NICHTNAVIGATORISCHER ORTUNGSFUNKDIENST | ziv, mil                               | Airport Surveillance Radare (ASR) der Flugsicherung                                                        |
| 289                                    | 2 900-3 100                            | FLUGNAVIGATIONSFUNKDIENST NICHTNAVIGATORISCHER ORTUNGSFUNKDIENST | ziv, mil                               | |
| 295                                    | 4 200-4 400                            | FLUGNAVIGATIONSFUNKDIENST | ziv, mil                               | Radar-Altimeter (Radarhöhenmesser) an Bord von Flugzeugen                                                  |
| 299                                    | 5 000–5 010                            | FLUGNAVIGATIONSFUNKDIENST MOBILER FLUGFUNKDIENST ÜBER SATELLITEN (R) NAVIGATIONSFUNKDIENST ÜBER SATELLITEN (Richtung Erde–Weltraum) | ziv, mil                               | |
| 300                                    | 5 010-5 030                            | FLUGNAVIGATIONSFUNKDIENST MOBILER FLUGFUNKDIENST ÜBER SATELLITEN (R) NAVIGATIONSFUNKDIENST ÜBER SATELLITEN (Richtung Weltraum–Erde) (Richtung Weltraum–Weltraum) | ziv, mil                               | |
| 301                                    | 5 030-5 091                            | MOBILER FLUGFUNKDIENST (R) MOBILER FLUGFUNKDIENST ÜBER SATELLITEN (R) FLUGNAVIGATIONSFUNKDIENST | ziv, mil                               | |
| 302                                    | 5 091-5 150                            | FESTER FUNKDIENST ÜBER SATELLITEN (Richtung Erde–Weltraum) MOBILER FLUGFUNKDIENST MOBILER FLUGFUNKDIENST ÜBER SATELLITEN (R) FLUGNAVIGATIONSFUNKDIENST | ziv, mil                               | |
| 303                                    | 5 150-5 250                            | FESTER FUNKDIENST ÜBER SATELLITEN (Richtung Erde–Weltraum) FLUGNAVIGATIONSFUNKDIENST MOBILFUNKDIENST außer mobiler Flugfunkdienst | ziv                                    | |
| 306                                    | 5 350-5 460                            | ERDERKUNDUNGSFUNKDIENST ÜBER SATELLITEN (aktiv) FLUGNAVIGATIONSFUNKDIENST NICHTNAVIGATORISCHER ORTUNGSFUNKDIENST | ziv, mil                               | |
| 331                                    | 5 350-5 460                            | FLUGNAVIGATIONSFUNKDIENST SEENAVIGATIONSFUNKDIENST NICHTNAVIGATORISCHER ORTUNGSFUNKDIENST | ziv, mil                               | |
| 354                                    | 9000–9200                              | FLUGNAVIGATIONSFUNKDIENST SEENAVIGATIONSFUNKDIENST Nichtnavigatorischer Ortungsfunkdienst | ziv, mil                               | Bodenradar (Flugsicherung)                                                                                 |
| 356                                    | 9300–9500                              | ERDERKUNDUNGSFUNKDIENST ÜBER SATELLITEN (aktiv) FLUGNAVIGATIONSFUNKDIENST ORTUNGSFUNKDIENST NAVIGATIONSFUNKDIENST NICHTNAVIGATORISCHER ORTUNGSFUNKDIENST WELTRAUMFORSCHUNGSFUNKDIENST (aktiv) Demonstrationsfunk für Bildungseinrichtungen Funkbewegungsmelder geringer Reichweite | ziv, mil                               | Bodenradar (Flugsicherung)                                                                                 |
| Frequenzbereiche in GHz                |                                        | |                                        | |
| 346                                    | 13,25–13,4                             | FLUGNAVIGATIONSFUNKDIENST Erderkundungsfunkdienst über Satelliten (aktiv) Weltraumforschungsfunkdienst (aktiv) | ziv, mil                               | |
| 357                                    | 15,4–15,7                              | FLUGNAVIGATIONSFUNKDIENST | ziv, mil                               | |

Anmerkung zur Schreibweise :
- mit GROSSBUCHSTABEN: Primärfunkdienst

- in Normalschreibweise: Sekundärfunkdienst

## Dienste
Die VO Funk kategorisiert diesen Funkdienst wie folgt:
- Flugnavigationsfunkdienst (Artikel 1.46)
  - Flugnavigationsdienst über Satelliten (Artikel 1.47)